# Bab-as-Silsila-Minarett

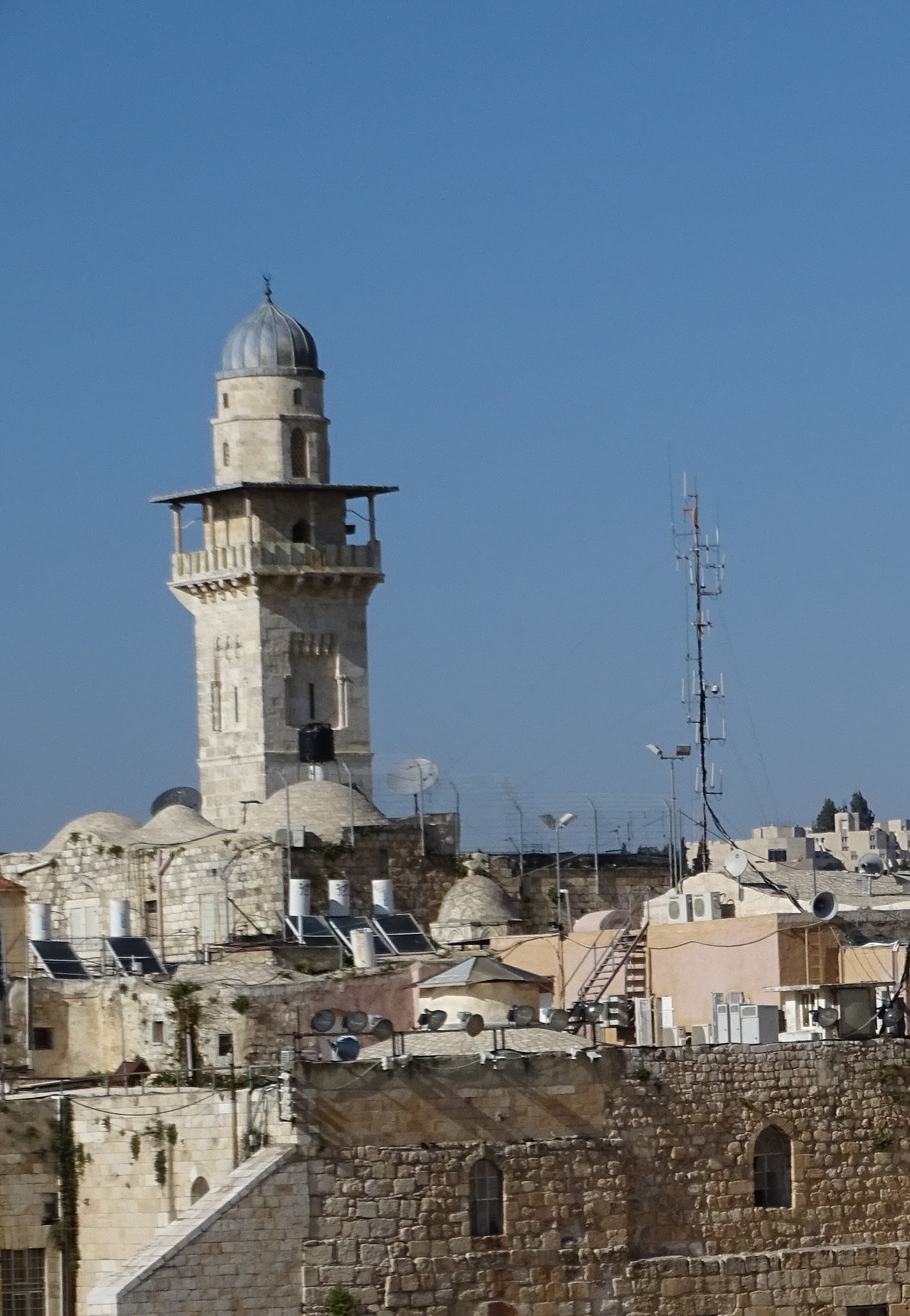
Bab-as-Silsila-Minarett

Das Bab-as-Silsila-Minarett, auch Bab-al-Silsila-Minarett (arabisch مئذنة باب السلسلة, DMG Miʾḏanat Bāb as-Silsila; früher auch al-Mahkama-Minarett), ist eines der vier Minarette auf dem Tempelberg in der Altstadt von Jerusalem, die alle zur al-Aqsa-Moschee gehören.

## Das Minarett
Das Bab-as-Silsila-Minarett (etwa: „Kettentor-Minarett“), an der westlichen Seite des Tempelberggeländes, erbaut aus Stein 1329 im syrischen Stil vermutlich an der Stelle eines älteren Minaretts, hat ein quadratisches Fundament. Im 19. Jahrhundert erhielt es ein neues Oberteil, nachdem ein Erdbeben die Spitze beschädigt hatte; diese wurde später durch eine glatte Quadertrommel und eine halbrunde Kuppel ersetzt. Der heutige Baldachin und der Bleimantel auf der Kuppel wurden während der Restaurierung 1923–1924 hinzugefügt. Das Datum der Erbauung des Minaretts (730 AH des islamischen Kalenders, d. h. 1329 AD) erscheint in einer Inschrift an der Ostseite des Fundaments: "Im Namen Allahs, des Barmherzigen, des Mitfühlenden. Der Bau des Palastes wurde 730 von Sultan al-Malik al-Nasir angeordnet".
Anfang des 16. Jahrhunderts war das Minarett den besten Muezzins, also den Ausrufern, Rezitatoren vorbehalten: hier wurde zuerst zum Adhān gerufen, erst danach folgten die anderen Minarette.